# Michael Hector
Michael Anthony James Hector (ur. 19 lipca 1992 w East Ham) – jamajski piłkarz angielskiego pochodzenia występujący na pozycji środkowego obrońcy w angielskim klubie Charlton Athletic.
Wychowanek Reading, w swojej karierze grał także w takich zespołach jak Bracknell Town, Didcot Town, Havant & Waterlooville, Oxford City, Horsham, Dundalk, Barnet, Shrewsbury Town, Aldershot Town, Cheltenham Town oraz Aberdeen. W 2015 roku wraz z reprezentacją Jamajki wziął udział w Copa América, Złotym Pucharze CONCACAF.